# SATA Air Açores
SATA Air Açores o (Servicio Azoriano de Transportes Aéreos) es una empresa aérea portuguesa de la Región Autónoma de Azores que dirige las compañías aéreas SATA Air Açores y Azores Airlines. 

## Historia

### SATA Air Açores
El 21 de agosto de 1941, un grupo de inversores que incluía a Augusto Rebelo Arruda, José Bensaude, Augusto d'Athayde, Corte Real Soares de Albergaria, Albano de Freitas da Silva y la empresa Bensaude & Co. Lda. (a través de su director general António de Medeiros e Almeida) constituyó la Sociedade Açoreana de Estudos Aéreos Lda. para estudiar la viabilidad de desarrollar una aerolínea interinsular que uniera el archipiélago de las Azores y Portugal continental, y obtener la concesión del gobierno para hacerlo. Augusto Rebelo Arruda finalmente transfirió sus acciones a Bensaude & Co. Lda. el 15 de septiembre de 1947, aunque el primer vuelo de la Sociedade Açoreana de Transportes Aéreos (en español: Compañía de Transporte Aéreo de las Azores) se produjo desde el aeropuerto de Santa María en junio de 1947. El capitán Marciano Veiga pilotó el primer vuelo a los mandos de un Beechcraft Modelo 18 bimotor (llamado Açor) con siete pasajeros. 
El gobierno portugués otorgó una concesión temporal a la compañía aérea, que operaba servicios de correo, carga y transporte aéreo de pasajeros entre los aeropuertos de San Miguel (Campo de Santana, hasta 1969), Terceira (en Achada, Lajes) y Santa María. El 5 de agosto de 1948, el Beechcraft no logró despegar y se estrelló durante el despegue: todos los pasajeros y la tripulación murieron, lo que provocó la suspensión de las operaciones de vuelo. El 23 de mayo de 1949 se entregarían dos DH.104 Dove con capacidad para nueve pasajeros y el 1 de julio de 1964 entraría en servicio un Douglas DC-3 Dakota (CS-TAD) con capacidad para 26 pasajeros.
En 1969 el Aeropuerto de Nordela (que luego sería rebautizado como Aeropuerto Juan Pablo II) en Ponta Delgada (Relva) fue inaugurado al tráfico civil y se convertiría en la base de operaciones de SATA. En 1971, TAP Air Portugal iniciaría el servicio Lisboa-Ponta Delgada y la ruta Lisboa-Horta se inauguraría el 24 de agosto de 1971. La aerolínea acabaría sustituyendo su envejecida flota de DC-3 y DH.104 Dove por turbohélices Hawker Siddeley HS 748 en 1972 de mayor capacidad y alcance, que volarían entre los nuevos aeropuertos construidos entre 1981 y 1983 en las nueve islas del archipiélago. En 1976, la Fuerza Aérea Portuguesa ofreció varios aviones Douglas DC-6 de alcance continental. Se utilizarían eficazmente durante un episodio de guerra comercial con TAP Air Portugal que permitió a SATA extender sus servicios a Lisboa. Para el 14 de abril de 1977, habría transportado 1 millones de pasajeros en todo el mercado regional.
En un principio, se formó como una empresa privada (participación del 50% en manos de Bensaude & Co.Lda.), pero el 17 de octubre de 1980 renació como una empresa estatal (SOE) operada por el Gobierno Regional y TAP Air Portugal. Se convirtió en signataria de los estatutos de la Asociación de Aerolíneas de las Regiones Europeas (ERA) y de la Asociación Internacional de Transporte Aéreo (IATA) en 1980, cuando se convirtió en una empresa estatal. El nombre de la aerolínea En 1980 se cambió a SATA Air Açores.
Entre 1989 y 1990, los aviones interinsulares HS 748 fueron reemplazados gradualmente por BAe ATP, después de que el primer avión (llamado Santa María) entrara en servicio en 1989. Con el tiempo, se agregarían otros aviones, lo que reflejaría la política regional, cada avión llevaría de una isla (Flores, en 1990, y Graciosa, en 1991), incluye un pequeño Dornier 228-212 que se agregó para unir la pequeña isla de Corvo, que sustituyó a un CASA C-212 Aviocar Serie 100 operado por la Fuerza Aérea Portuguesa. A finales de la década de 2000 se inició un programa de revitalización para racionalizar y modernizar los aviones existentes, lo que dio lugar a una competencia entre ATR y Bombardier para suministrar el equipo necesario que satisficiera las necesidades del archipiélago.

### Azores Airlines
Azores Airlines fue fundada en marzo de 1990 bajo el nombre de OceanAir y en 1995 fue autorizada a operar servicios de transporte aéreo como una aerolínea no regular. SATA Air Açores se convirtió en el accionista mayoritario cuando OceanAir suspendió el servicio en 1994. Más tarde se convirtió en el único propietario y el 20 de febrero de 1998 cambió su nombre a SATA Internacional, reanudando sus operaciones el 8 de abril de 1998. La aerolínea se convirtió en una subsidiaria de propiedad absoluta de Grupo SATA, que también opera SATA Air Açores.
Después de su oferta por licitación pública, SATA Internacional se adjudicó rutas regulares desde Ponta Delgada a Lisboa, Madeira y Oporto. SATA más tarde sería propietaria de dos operadores turísticos en América del Norte: SATA Express en Canadá y Azores Express en los Estados Unidos.
En mayo de 2009, SATA adoptó una nueva imagen de marca y un nuevo logotipo que se aplicó a su primer Airbus A320-200, registrado CS-TKO y llamado "Diáspora". El nuevo esquema fue adoptado tanto por SATA Internacional como por SATA Air Açores durante las actualizaciones de la flota que comenzaron a fines de la década de 1990 y duraron hasta 2015.
En enero de 2015, la aerolínea anunció planes estratégicos para reducir sus deudas de 179 millones de euros a 40 millones de euros para 2020 mediante la reducción de su flota y fuerza laboral. Según el plan, también cambiaría su nombre a Azores Airlines. En octubre de 2015, SATA Internacional anunció posteriormente un importante cambio de marca, incluido el cambio de nombre a Azores Airlines y un cambio del esquema de colores de tonos azules a tonos verdes. Al mismo tiempo, se había anunciado una renovación de la flota con aviones Airbus A330. El primer vuelo comercial del A330 tuvo lugar el 25 de marzo de 2016 desde Ponta Delgada a Boston.
En septiembre de 2016, la aerolínea anunció un cambio de planes con respecto a la renovación de su flota. Si bien los planes para incorporar un segundo Airbus A330 se cancelaron más tarde, Azores Airlines ordenó dos Airbus A321neo en arrendamiento provisional para 2017-2019 y cuatro Airbus A321LR que se entregarían en 2019 para reemplazar a los A321neo provisionales. La flota de Airbus A310 se retiró por completo en octubre de 2018, después de lo cual la flota de la aerolínea ha estado compuesta en su totalidad por aviones Airbus de fuselaje estrecho. En julio de 2019, la aerolínea recibió su primer Airbus A321LR.
En enero de 2021, un Airbus A321LR que operaba el vuelo S46865 de Azores Airlines reclamó el récord del vuelo comercial más largo del A321LR por duración, que operó como chárter de Lisboa a Bogotá en un tiempo de 9 horas y 49 minutos.

## SATA, una empresa pública
Aunque inicialmente fue constituida como una empresa privada, este estatuto cambiaría en 1980 al ser tornada pública, quedando bajo la tutela del Gobierno Regional y cambiando el nombre a Servicio Azoriano de Transportes Aéreos, Empresa Pública, manteniendo siempre las siglas SATA. Fue comprada al Grupo Bensaúde, quedando el Gobierno Regional de Azores con un 50% y el restante a la TAP Air Portugal. En 1980, la SATA se junta a la Asociación de Aerolíneas de las Regiones de Europa (en inglés European Regions Airline Association (ERA)) y a la Asociación Internacional de Transportes Aéreos (IATA).
Cinco años más tarde dan inicio vuelos chárteres hacia América, con Azores Express efectuando la ruta Azores - Estados Unidos y SATA Express con vuelos hacia Canadá. 
Entre 1989 y 1990 los aviones Avro son gradualmente substituidos por los British Aerospace y ya en 1991 el pequeño avión Dornier Do 228 inicia las conexiones aéreas con la Isla de Corvo, sustituyendo al CASA C-212 Aviocar de la Fuerza Aérea Portuguesa.

## Destinos del Grupo SATA

### Destinos de SATA Air Açores
| País     | Destinos            | Aeropuertos                                                 | Desde | Desde | Desde | Desde |
| País     | Destinos            | Aeropuertos                                                 | PDL   | TER   | HOR   | FLW   |
| -------- | ------------------- | ----------------------------------------------------------- | ----- | ----- | ----- | ----- |
| Portugal | Funchal             | Aeropuerto de Madeira                                       | X     |       |       |       |
| Portugal | Horta               | Aeropuerto de Horta                                         | X     | X     |       | X     |
| Portugal | Isla de Corvo       | Aeródromo de Corvo                                          | X     | X     | X     | X     |
| Portugal | Isla de Flores      | Aeropuerto de Flores                                        | X     | X     | X     |       |
| Portugal | Isla de Pico        | Aeropuerto de Pico                                          | X     | X     |       |       |
| Portugal | Isla de San Jorge   | Aeródromo de São Jorge                                      | X     | X     |       |       |
| Portugal | Isla de Santa María | Aeropuerto de Santa María                                   | X     |       |       |       |
| Portugal | Isla Graciosa       | Aeropuerto de Graciosa                                      | X     | X     |       |       |
| Portugal | Isla Terceira       | Aeropuerto de Lajes (hub secundario)                        | X     |       | X     | X     |
| Portugal | Ponta Delgada       | Aeropuerto de Ponta Delgada - João Paulo II (hub principal) |       | X     | X     | X     |

### Destinos de Azores Airlines
| Países         | Destinos            | Aeropuertos                                                     | Desde | Desde | Desde | Desde | Desde |
| Países         | Destinos            | Aeropuertos                                                     | PDL   | LIS   | OPO   | FNC   | TER   |
| -------------- | ------------------- | --------------------------------------------------------------- | ----- | ----- | ----- | ----- | ----- |
| Alemania       | Fráncfort del Meno  | Aeropuerto de Fráncfort del Meno                                | X     |       |       |       |       |
| Bermudas       | Hamilton            | Aeropuerto Internacional L.F. Wade (estacional)                 | X     |       |       |       |       |
| Cabo Verde     | Espargos            | Aeropuerto Internacional Amílcar Cabral                         |       | X     |       |       |       |
| Cabo Verde     | Praia               | Aeropuerto Internacional Nelson Mandela                         | X     |       |       |       |       |
| Canadá         | Montreal            | Aeropuerto Internacional Pierre Elliott Trudeau                 | X     |       |       |       |       |
| Canadá         | Toronto             | Aeropuerto Internacional Toronto Pearson                        | X     |       | X     | X     | X     |
| España         | Barcelona           | Aeropuerto Josep Tarradellas Barcelona-El Prat (estacional)     | X     |       |       |       |       |
| España         | Bilbao              | Aeropuerto de Bilbao (estacional)                               | X     |       |       |       |       |
| Estados Unidos | Boston              | Aeropuerto Internacional Logan                                  | X     |       |       | X     | X     |
| Estados Unidos | Nueva York          | Aeropuerto Internacional John F. Kennedy                        | X     |       | X     | X     | X     |
| Estados Unidos | Oakland             | Aeropuerto de Oakland de la Bahía de San Francisco (estacional) |       |       |       |       | X     |
| Francia        | París               | Aeropuerto de París-Orly (estacional)                           | X     |       |       |       |       |
| Italia         | Milán               | Aeropuerto de Milán-Malpensa (estacional)                       | X     |       |       |       |       |
| Portugal       | Faro                | Aeropuerto de Faro (estacional)                                 | X     |       |       |       |       |
| Portugal       | Funchal             | Aeropuerto de Madeira                                           | X     |       |       |       |       |
| Portugal       | Horta               | Aeropuerto de Horta                                             |       | X     |       |       |       |
| Portugal       | Isla de Pico        | Aeropuerto de Pico                                              |       | X     |       |       |       |
| Portugal       | Isla de Santa María | Aeropuerto de Santa María                                       |       | X     |       |       |       |
| Portugal       | Isla Terceira       | Aeropuerto de Lajes                                             |       | X     | X     |       |       |
| Portugal       | Lisboa              | Aeropuerto de Lisboa (hub secundario)                           | X     |       |       |       |       |
| Portugal       | Oporto              | Aeropuerto de Oporto-Francisco Sá Carneiro                      | X     |       |       |       |       |
| Portugal       | Ponta Delgada       | Aeropuerto de Ponta Delgada - João Paulo II (hub principal)     |       | X     | X     |       |       |
| Reino Unido    | Londres             | Aeropuerto de Londres-Gatwick (estacional)                      | X     |       |       |       |       |

## Flota del Grupo SATA
La flota de SATA - Air Açores se compone de las siguientes aeronaves:
| Aeronaves                     | En servicio | Pedidos | Pasajeros                                          | Pasajeros                                          | Pasajeros                                          | Matrículas                                         | Antigüedad                                         |
| Aeronaves                     | En servicio | Pedidos | C                                                  | Y                                                  | Total                                              | Matrículas                                         | Antigüedad                                         |
| ----------------------------- | ----------- | ------- | -------------------------------------------------- | -------------------------------------------------- | -------------------------------------------------- | -------------------------------------------------- | -------------------------------------------------- |
| De Havilland Canada DHC-8-200 | 2           | —       | —                                                  | 37                                                 | 37                                                 | CS-TRB «Graciosa»                                  | 27,4 años                                          |
| De Havilland Canada DHC-8-200 | 2           | —       | —                                                  | 37                                                 | 37                                                 | CS-TRC «Faial»                                     | 27,3 años                                          |
| De Havilland Canada DHC-8-400 | 5           | —       | —                                                  | 80                                                 | 80                                                 | CS-TRD «Manuel de Arriaga»                         | 14,7 años                                          |
| De Havilland Canada DHC-8-400 | 5           | —       | —                                                  | 80                                                 | 80                                                 | CS-TRE «Teófilo Braga»                             | 14,7 años                                          |
| De Havilland Canada DHC-8-400 | 5           | —       | —                                                  | 80                                                 | 80                                                 | CS-TRF «Flores»                                    | 14,6 años                                          |
| De Havilland Canada DHC-8-400 | 5           | —       | —                                                  | 80                                                 | 80                                                 | CS-TRG «Santa María»                               | 14,6 años                                          |
| De Havilland Canada DHC-8-400 | 5           | —       | —                                                  | 78                                                 | 78                                                 | CS-TSE «Vitorino Nemésio»                          | 13,1 años                                          |
| Total                         | 7           | —       | Edad media de la flota (agosto de 2024): 18,1 años | Edad media de la flota (agosto de 2024): 18,1 años | Edad media de la flota (agosto de 2024): 18,1 años | Edad media de la flota (agosto de 2024): 18,1 años | Edad media de la flota (agosto de 2024): 18,1 años |

La flota de Azores Airlines se compone de las siguientes aeronaves:
| Aeronaves       | En servicio | Pedidos | Pasajeros                                         | Pasajeros                                         | Pasajeros                                         | Matrículas                                        | Antigüedad                                        |
| Aeronaves       | En servicio | Pedidos | C                                                 | Y                                                 | Total                                             | Matrículas                                        | Antigüedad                                        |
| --------------- | ----------- | ------- | ------------------------------------------------- | ------------------------------------------------- | ------------------------------------------------- | ------------------------------------------------- | ------------------------------------------------- |
| Airbus A320-200 | 3           | —       | 12                                                | 149                                               | 161                                               | CS-TKP                                            | 21,3 años                                         |
| Airbus A320-200 | 3           | —       | —                                                 | 165                                               | 165                                               | CS-TKQ                                            | 19,8 años                                         |
| Airbus A320-200 | 3           | —       | 12                                                | 149                                               | 161                                               | CS-TKK                                            | 19,5 años                                         |
| Airbus A320neo  | 2           | —       | —                                                 | 168                                               | 168                                               | CS-TSK                                            | 0,9 años                                          |
| Airbus A320neo  | 2           | —       | —                                                 | 168                                               | 168                                               | CS-TSM                                            | 0,5 años                                          |
| Airbus A321neo  | 5           | —       | 16                                                | 170                                               | 186                                               | CS-TSF                                            | 6,7 años                                          |
| Airbus A321neo  | 5           | —       | 16                                                | 170                                               | 186                                               | CS-TSG                                            | 6,4 años                                          |
| Airbus A321neo  | 5           | —       | 16                                                | 174                                               | 190                                               | CS-TSH                                            | 5,1 años                                          |
| Airbus A321neo  | 5           | —       | 16                                                | 174                                               | 190                                               | CS-TSI                                            | 3,8 años                                          |
| Airbus A321neo  | 5           | —       | 16                                                | 174                                               | 190                                               | CS-TSJ                                            | 2,9 años                                          |
| Total           | 10          | —       | Edad media de la flota (agosto de 2024): 8,7 años | Edad media de la flota (agosto de 2024): 8,7 años | Edad media de la flota (agosto de 2024): 8,7 años | Edad media de la flota (agosto de 2024): 8,7 años | Edad media de la flota (agosto de 2024): 8,7 años |

### Flota histórica
| Aeronaves                | Total | Introducido | Retirado | Matrículas                                                                                      |
| ------------------------ | ----- | ----------- | -------- | ----------------------------------------------------------------------------------------------- |
| Airbus A310              | 5     | 1999        | 2018     | CS-TKI, CS-TGU, CS-TKN, CS-TGV y CS-TKM                                                         |
| Airbus A319              | 3     | 2019        | 2019     | 9H-TLS, 9H-XFW y 9H-LOL                                                                         |
| Airbus A330-200          | 1     | 2016        | 2018     | CS-TRY                                                                                          |
| Airbus A340-300          | 2     | 2019        | 2024     | 9H-SOL y CS-TQY                                                                                 |
| Beechcraft Modelo 18     | 1     | 1947        | 1948     | CS-TAA                                                                                          |
| Boeing 737-200           | 1     | 1980        | 1980     | OY-API                                                                                          |
| Boeing 737-300           | 3     | 1995        | 2005     | CS-TGP, CS-TGR y CS-TGQ                                                                         |
| Boeing 737-400           | 2     | 2001        | 2005     | CS-TGW y CS-TGZ                                                                                 |
| Boeing 737-800           | 1     | 2019        | 2019     | CS-TQU                                                                                          |
| Boeing 767-300ER         | 1     | 2024        | 2024     | CS-TSU                                                                                          |
| British Aerospace 146    | 1     | 1987        | 1987     | G-BRJS                                                                                          |
| British Aerospace ATP    | 7     | 1989        | 2010     | CS-TGB, CS-TFJ, CS-TGL, CS-TGX, CS-TGM, CS-TGN y CS-TGY                                         |
| De Havilland DH.104 Dove | 2     | 1948        | 1972     | CS-TAB y CS-TAC                                                                                 |
| Dornier Do 228           | 2     | 1992        | 2009     | CS-TGO y CS-TGG                                                                                 |
| Douglas DC-3/C-47        | 3     | 1963        | 1975     | CS-TAD, CS-TAI y CS-TAE                                                                         |
| Douglas DC-6             | 5     | 1976        | 1980     | CS-TAM, CS-TAJ, CS-TAK, CS-TAL y CS-TAN                                                         |
| Hawker Siddeley HS 748   | 12    | 1969        | 1992     | G-ATMI, G-ATMJ, G-ASZU, G-BCDZ, G-BHCJ, CS-TAF, CS-TAG, ZK-DES, CS-TAH, CS-TAO, CS-TAP y CS-TAQ |

## Accidentes e incidentes

### El desastre del "Açor"
Sobre las diez de la mañana del 5 de agosto de 1948 un Beechcraft D18S de la compañía, registrado como CS-TAA "Açor", y que había despegado del aeropuerto de San Miguel rumbo al de Santa María se estrelló en el mar. Los dos miembros de la tripulación (comandante y mecánico) y los cuatro pasajeros murieron. La pérdida de la aeronave obligó a la suspensión temporal de las operaciones de SATA. El 23 de mayo de 1949 llegaron a San Miguel dos aviones DH 104 Dove, con capacidad para 9 pasajeros. Años más tarde la flota se incrementó con la adquisición de un Douglas DC-3 (matrícula CS-TAD) (21 de agosto de 1963), con capacidad para 26 plazas y operativo desde el 1 de julio de 1964.

### El desastre del ATP "Graciosa"
En 11 de diciembre de 1999, la ATP "Graciosa" en vuelo SP530M ATP, entre Ponta Delgada y Flores con escala en Horta, se colgará en la cima de la Esperanza, Isla de San Jorge, matando a todos los pasajeros y la tripulación, un total de 35 personas. 
El Informe de la Comisión de Investigación, publicado por el Instituto Nacional de Aviación Civil (INAC) llegó a la conclusión de que el vuelo estaba previsto para una ruta directa hacia el aeropuerto de Horta, y el avión hizo una diferencia ", sin saber a la tripulación" Hasta que empezó a cruzar la línea de la costa norte de la isla de San Jorge, donde se golpeó. La tripulación "está plenamente convencido" de que la aeronave estaba en el Canal de San Jorge, y su atención se centró más en las adversas condiciones meteorológicas en el momento. Después de sonar la alarma de impacto, 3 segundos antes del primer impacto, el copiloto advierte que están "perdiendo altura y en la parte superior de San Jorge". A pesar de que los pilotos han aumentado la potencia de los motores, la maniobra era "insuficiente para superar el obstáculo". 
La conclusión del informe indica que la falta de respeto por la elevación de la seguridad, un "estimado de envío inexactos" y "no correcta utilización del radar de tiempo" fueron las causas del desastre. El mal tiempo ese día - la mayoría de cielos nublados, de moderada a fuerte viento con turbulencias - y la falta de medios autónomos de la navegación a bordo del avión (por ejemplo, el uso de la GPS), que determinará con precisión su posición , Fueron factores que contribuyeron al accidente. Como la aeronave desastre, llega a la conclusión de que "fue capaz de navegabilidad, de conformidad con los reglamentos y procedimientos aprobados por la autoridad de aviación" nacional. 
Según estima José, miembro de la junta directiva de la Asociación Portuguesa de Pilotos Aviadores (APPLA), el factor que contribuyó al accidente con el avión del SATA es "la mala calidad y la cantidad de la infraestructura de apoyo a la navegación aérea." En lo que respecta a la credibilidad de la piloto del avión, dijo asegura que "el piloto estaba volando ahora hace más de 20 años en el archipiélago. Hay SATA que los pilotos "son la primera línea, ya que trabajan en condiciones adversas ".